# Riccardo II (Shakespeare)
Riccardo II (King Richard the Second o The Tragedy of King Richard the Second) è un dramma storico composto da William Shakespeare intorno al 1595 e basato sulla vita del re Riccardo II d'Inghilterra, ultimo del ramo principale dei Plantageneti. È la prima parte di una tetralogia, denominata in seguito Enrieide, a cui seguono tre parti, dedicate ai successori di Riccardo: Enrico IV, parte I, Enrico IV, parte II, Enrico V. Sebbene l'edizione delle opere nel First Folio ponga l'opera tra i drammi storici di Shakespeare, la precedente Quarto edition del 1597 la chiamava tragedia.
La vicenda storica da cui Shakespeare trae il suo dramma è quella della ribellione dei Pari d'Inghilterra, che terminò con l'abdicazione del monarca e la sua morte in prigione, assassinato. Sullo sfondo del passaggio di consegne che implica il crollo di un regime, anzi di una concezione di autorità, si sussegue una lotta per il potere intinta nel sangue, mentre proseguono lo sfacelo economico e il saccheggio dello Stato.

## Trama
La trama si apre con un evento già compiuto che si presuppone come antefatto (cosa che ha lasciato molte perplessità nella critica), cioè la misteriosa morte di Thomas Woodstock, duca di Gloucester, dietro la quale, secondo alcune illazioni malcelate, ci sarebbe la mano del re Riccardo II. Questo episodio è propedeutico al contrasto tra Bolingbroke e Mowbray, due Pari del regno che si imputano a vicenda la morte di Gloucester.
Ne sorge una contesa che si realizza in una giostra il cui giudice e garante è proprio Riccardo. La contesa viene interrotta dal re, il quale decreta l'esilio a vita per Mowbray e un esilio di 10 anni (poi ridotti a 6) per Bolingbroke. Le scene successive mostrano in che modo Bolingbroke, assetato di rivalsa, sfruttando come scusa la confisca non prevista dei suoi beni, ritorna in patria dalla Francia (luogo dell'esilio), pianificando una sommossa con l'appoggio del popolo per rovesciare il trono di Riccardo.
Questi, tradito da molti suoi nobili fidati, inizia a vivere il suo cammino tragico e sofferto che lo porterà, non prima di avergli dato più volte la vana illusione di riuscire a conservare il potere, ad abdicare in favore di Bolingbroke, a dover leggere le sue accuse pubblicamente dinnanzi alla Camera dei comuni (costrizione da cui viene poi sgravato per grazia dello stesso Bolingbroke), all'arresto con conseguente carcerazione nella Torre di Londra e, infine, alla morte, anch'essa avvenuta in circostanze misteriose.

## Prospettive filosofiche e psicologiche
All'interno del Riccardo II, come sempre nel teatro shakespeariano, i temi storico-politici fanno da sfondo a questioni di ordine filosofico e psicologico. In particolare, ciò che il dramma mette a tema è la questione rinascimentale dell'uomo inteso come ente divino, da un lato, di contro alla secolarizzazione del soggetto, dall'altro lato. 

Inoltre, centrale nel dramma è l'aspetto "narcisistico" del protagonista, che - convinto del suo essere sovrano per volere divino - presenta numerosi motivi di comparazione con la descrizione del narcisismo e dell'autismo nella riflessione della psicanalisi moderna.

## Rappresentazioni e adattamenti
La prima rappresentazione di cui ci sia giunta notizia avvenne il 9 dicembre 1595, quando Robert Cecil, I conte di Salisbury assistette al dramma messo in scena a casa di Sir Edward Hoby, ed è noto che i sostenitori di Robert Devereux, II conte d'Essex pagarono affinché Riccardo II fosse messo in scena al Globe Theatre il 7 febbraio 1601 per fomentare la rivolta contro la Corona.
L'opera conobbe un certo successo nel XVIII secolo; nel Ventesimo secolo il ruolo di Riccardo è stato interpretato da attori del calibro di John Gielgud (Old Vic, 1929), Maurice Evans (Old Vic, 1934), Paul Scofield (Old Vic, 1952); nel XXI, da Kevin Spacey (Old Vic, 2005) ed Eddie Redmayne (Donmar Warehouse, 2011). 
Due allestimenti italiani di rilievo furono quelli di Giorgio Strehler al Piccolo Teatro di Milano il 23 aprile 1948 con Gianni Santuccio e quello di Gianfranco de Bosio con Glauco Mauri al Teatro Stabile di Torino il 26 febbraio 1966, nella traduzione di Mario Luzi.